# حلزون چشم‌گربه‌ای

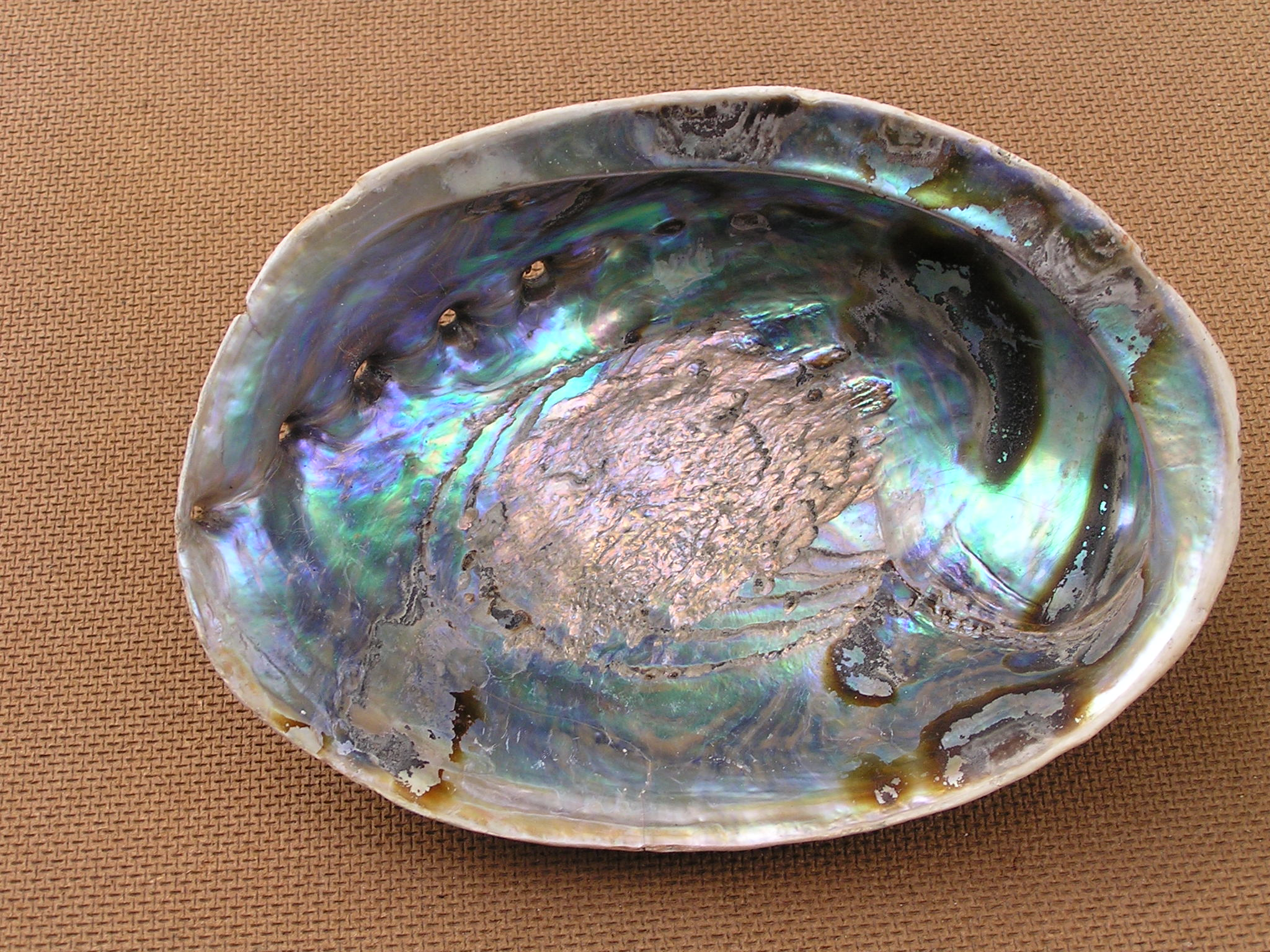
صدف گوش دریایی رنگین‌کمانی.

حلزون چشم‌گربه‌ای یا پائوآ (انگلیسی: Pāua) نامی است که برای سه گونه از صدف‌های بزرگ خوراکی دریایی به‌کار می‌رود. حلزون چشم‌گربه‌ای به خانواده گوش‌های دریا (Haliotidae) تعلق دارند.
به حلزون چشم‌گربه‌ای در ایالات متحده و استرالیا abalone و در بریتانیا ormer shells می‌گویند.